# يوم الصليب
وقع هذا اليوم في موضع يسمى الصليب بضم الصاد ولذا نسب اليوم إلى هذا الموضع والصليب كما قال ياقوت: الصُلَيبُ: بلفظ تصغير الصلب وقد تقدم اشتقاقه، جبل عند كاظمة . وكاظمة معروف موقعها في شمال شرق الجزيرة العربية.
اجتمعت بكر بن وائل مدعومة من قبل الفرس بجيش من الاساورة لمهاجمة بني عمرو بن تميم وكان قائد بني عمرو بن تميم الفارس والشاعر طريف بن تميم العنبري التميمي دارت رحى المعركة بين بكر بن وائل والجيش الأجنبي من الاساورة من جهة وبين بني عمرو بن تميم من جهة أخرى والتقت الجيوش وصار الطراد والقتال بعد أن تقابلت الفرسان وقد واجه طريف العنبري كبير الأساورة فقاتله فأرداه قتيلا فانهزمت الأساورة. لم تستطيع بكر بن وائل أن تستمر في القتال بعد أن انهزم حليفهم الاجنبي فانهزمت أيضا بعد مواجهة أخرى مع فرسان بني عمرو بن تميم .
سجل طريف هذا النصر الساحق والذي واجهت فيه بني عمرو بن تميم قوتين عظيمتين وكان النصر فيها لقومه قال:
وقال الأعشى: